# Andrzej Dzikiewicz
Andrzej Dzikiewicz (ur. 7 września 1877 w Waksmundzie, zm. 3 września 1946 w Inowrocławiu) – polski artysta malarz i rzeźbiarz, nauczyciel rysunku.

## Życiorys
Urodził się 16 maja 1877 roku w Waksmundzie na Podhalu.  Był spokrewniony z gen. Józefem Bemem przez babkę. Ojciec Andrzeja, Michał Dzikiewicz, nauczyciel, pochodził z Rabki; do Waksmundu przybył ze Słowacji. Andrzej Dzikiewicz, jego ojciec i dziadek byli uzdolnieni muzycznie – grali na fortepianie i organach (według pamiętnika Marii Chojny).
Po ukończeniu w 1896 roku Szkoły Wydziałowej w Wieliczce przez pięć lat uczył się malarstwa i rzeźby pod kierunkiem Władysława Ligenzy. Po śmierci ojca zrezygnował z planów studiowania na Akademii Sztuk Pięknych w Krakowie i wybrał kierunek nauczycielski, aby szybciej zdobyć środki na opłacenie edukacji młodszych braci. Dzięki jego pomocy Michał ukończył medycynę w Collegium Medicum w Krakowie, a Władysław seminarium jezuickie w Chyrowie.
W 1901 roku Andrzej Dzikiewicz wstąpił do Seminarium Nauczycielskiego w Krakowie, uzyskując 18 lutego 1906 roku świadectwo maturalne. Dnia 25 stycznia 1909 roku otrzymał patent nauczyciela języka niemieckiego, śpiewu i gimnastyki.
W 1907 wziął ślub z Agnieszką Waksmundzką. Była ona córką Bartłomieja, bezpośredniego głównego potomka i spadkobiercy sołtysa Benedykta, syna Henryka, który w dn. 7 marca 1334 r otrzymał przywilej królewski wraz z rozległymi nadaniami ziemi z rąk króla Kazimierza Wielkiego. Jego potomek brał udział w bitwie pod Grunwaldem w 1410 r. na którą stawił się konno z dwoma piechurami. Kolejne potwierdzenia przywilejów nastąpiły z rąk Zygmunta III Wazy w dn. 28 lipca 1602, Władysława IV  listem królewskim z dn. 25 marca 1633, przywilejem Władysława IV z dn. 11 marca 1647, potwierdzeniem praw do sołectwa Jana Kazimierza, aktem Michała Korybuta Wiśniowieckiego  z dn. 22 listopada 1669, potwierdzonego przez przez Jana III Sobieskiego. Jako ostatni przywilej Kazimierza Wielkiego spisany na pergaminie i opatrzony dużą pieczęcią woskową, przetrzymywany w drewnianej szkatule, odziedziczył Bartłomiej, ojciec Agnieszki. Po przeprowadzce Bartłomieja do Słowacji, podczas remontu domu, drewnianą szkatułę z pergaminem stajenny użył do podparcia deski w stajni. Wg wspomnień wnuczki Bartłomieja, Marii Chojny (magistra historii) „ Kiedy się zorientowano, że nie ma pergaminu zaczęły się poszukiwania i wszystko się wyjaśniło. Niestety pergamin zgnił, który można było jeszcze zachować. Lekkomyślnie wyrzucono, zostawiając tylko pieczęć woskową. Tę to widziałam, ale w czasie II wojny po śmierci dziadka w Żninie i ona zaginęła” [prawdopodobnie została skradziona].
Pracował jako nauczyciel w szkołach w Żywcu, ucząc się jednocześnie malarstwa u profesora Jana Kazimierza Olpińskiego (1875–1936), lwowskiego artysty malarza, który odwiedzał Dzikiewicza. Gościem w jego domu był również biskup Sapieha, „na którego przyjazd wykonywał wspaniałe dekoracje” (według pamiętnika córki, Marii Chojny).
W Żywcu należał do chóru śpiewaczego „Sokół” . Śpiewał m.in. na ślubie arcyksiężniczki Habsburg z księciem Radziwiłłem – zachowała się fotografia z tego wydarzenia.
W latach 1919–1920 brał udział w wojnie polsko-bolszewickiej. Zachowała się lalka z liścikiem, pisanym „przez ową lalkę”, opisującym „wojnę z Moskalami”, którą wysłał córce. W wojnie tej uczestniczył także jego młodszy brat Michał jako lekarz wojskowy.
W 1920 roku, odpowiadając na apel władz o pomoc nauczycieli z Małopolski w byłym zaborze pruskim po wycofaniu się Niemców, przeniósł się do Wielkopolski. Najpierw pracował jako nauczyciel w Sielcu, a następnie w Cerekwicy koło Żnina, gdzie przez cztery lata uczył w szkole powszechnej.
Od 10 września 1922 roku uczęszczał na Roczny Państwowy Kurs Robót Ręcznych w Warszawie, który ukończył 18 czerwca 1923 roku. Kurs drzeworytu prowadził prof. Władysław Skoczylas, co zaowocowało dużą liczbą prac Dzikiewicza wykonanych w tej technice.
Dnia 16 listopada 1926 roku uzyskał Dyplom Nauczyciela Szkół Średnich, zdając egzamin przed Państwową Komisją w Poznaniu (w składzie: prezes komisji prof. dr J. Sajdak oraz egzaminatorzy ks. prof. dr Szczęsny Dettloff i prof. Adolf Zawadowski).
W latach 1924–1939 pracował jako nauczyciel rysunku w prestiżowym Gimnazjum Męskim im. Jana Kasprowicza w Inowrocławiu. Prowadził tam również harcerstwo – m.in. uczestniczył z harcerzami w krajowym zlocie w Spale.
Dnia 9 lutego 1940 roku został wraz z rodziną wysiedlony przez Niemców do Radomska, skąd przeniósł się do Krakowa i zamieszkał u brata Michała Dzikiewicza. Utrzymywał się z rzeźby sakralnej i malarstwa – m.in. wykonał prace dla Zgromadzenia Sióstr Sercanek w Krakowie-Płaszowie.
W 1945 roku powrócił do Inowrocławia, kontynuując pracę nauczyciela w Gimnazjum i Liceum im. Jana Kasprowicza. Zmarł nagle 3 listopada 1946 roku na zawał serca podczas mszy świętej.

## Twórczość
Tworzył głównie pejzaże, krajobrazy górskie, portrety i obrazy o tematyce religijnej; malował też na szkle i rzeźbił.

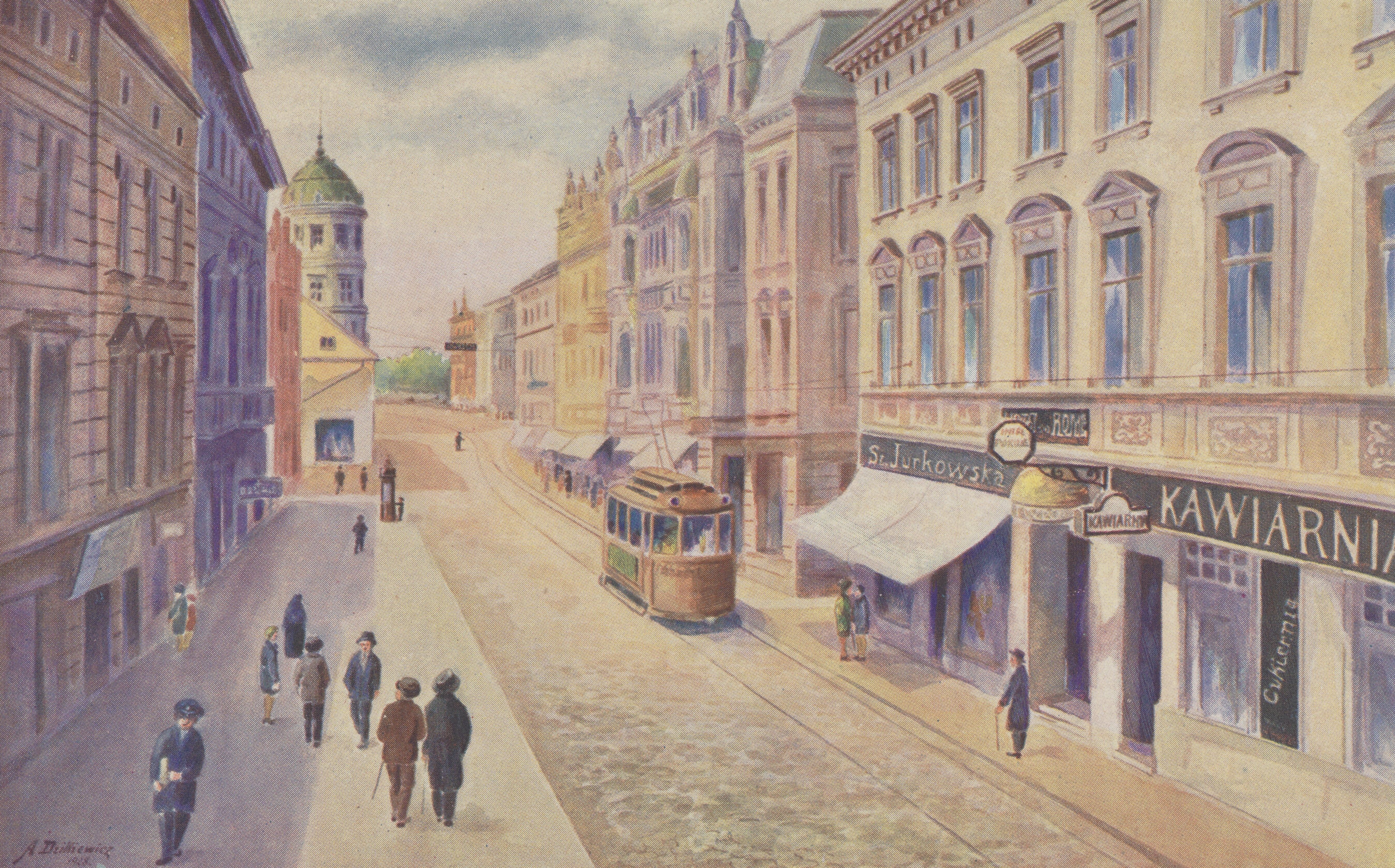
Pocztówka: Inowrocław – ulica Królowej Jadwigi 1928–1939. Autor wzoru: A. Dzikiewicz, wykonawca: S. Knast. Źródło: Wikimedia Commons.

Na przełomie lat 20. i 30. XX wieku był autorem serii widoków Inowrocławia, które reprodukowane były przez Stefana Knasta (znanego inowrocławskiego księgarza i wydawcę, ojca Wiesława Knasta, ppor. AK, poległego w powstaniu warszawskim) w formie pocztówek.
Część prac artysty znajduje się w Muzeum im. Jana Kasprowicza w Inowrocławiu.

## Znane prace
- Chrystus – obraz ołtarzowy znajdujący się w kościele św. Antoniego w Inowrocławiu[3].
- Św. Antoni – obraz znajdujący się w kaplicy św. Antoniego z Padwy w Strzemkowie.
- Serce Jezusa – obraz znajdujący się w rąbińskim kościele św. Jadwigi Królowej w Inowrocławiu.
- Góralska kapliczka gimnazjalnej Sodalicji Mariańskiej, znajdująca się w holu I Liceum Ogólnokształcącego im. Jana Kasprowicza w Inowrocławiu (w PRL-u usunięta, przechowywana w Kościele Św. Krzyża, wróciła na miejsce w latach 90. XX w.)[4].
- Lipowa figura Matki Boskiej – rzeźba znajdująca się w bazylice im. Najświętszej Marii Panny w Inowrocławiu.
- Anioł (wyrzeźbiony po śmierci syna Tadeusza) – rzeźba na rodzinnym grobowcu znajdującym się na cmentarzu Zwiastowania NMP w Inowrocławiu.
- Kilkadziesiąt akwareli znajdujących się w I Liceum Ogólnokształcącym im. Jana Kasprowicza w Inowrocławiu.
- Stylowe meble wykonane na zamówienie do rezydencji prezydenta Ignacego Mościckiego w Spale[4].
- Chrystus – obraz znajdujący się w domu rodzinnym śp. Anny i Franciszka Jeziorczaków w Nowym Targu, datowany na lata 40. XX wieku[5].
- Szkic do obrazu na P.W.K.– akwarela na papierze, widok z inowrocławskiego Parku Zdrojowego (Solankowego) z 1928 roku[6].
- Makieta Solanek wystawionej w pawilonie polskich uzdrowisk na Powszechnej Wystawie Krajowej w Poznaniu.
- Stacje Męki Pańskiej – znajdujące się w kaplicy w Strzemkowie, wykonane na zamówienie rodziny Grobelskich[3].
- Pejzaż – obraz olejny z 1941 roku[7].

## Rodzina
Jest synem Michała Dzikiewicza i Marianny z Chorobowskich. Związek małżeński z Agnieszką z Waksmundzkich (1885-1980) artysta zawarł w 1907 roku. Mieli dwoje dzieci: Tadeusza Mariana (1913–1936), młodo zmarłego wychowanka inowrocławskiej Szkoły Handlowej (obecnie: Zespół Szkół Ekonomiczno-Logistycznych w Inowrocławiu), oraz Marię (1908–2002), magister filozofii historii, absolwentkę Uniwersytetu Mikołaja Kopernika w Toruniu, długoletnią nauczycielkę historii w inowrocławskich szkołach średnich, żonę Wacława Chojny-Horodyńskiego, oficera Wojska Polskiego, szefa Oddziału I Sztabu Kedywu ZWZ-AK.
Żona artysty, Agnieszka, była kuzynką Franciszka Jeziorczaka, dziadka Wojciecha Wierciocha, pisarza, satyryka i antologisty, męża pisarki Jolanty Szymskiej-Wiercioch.
Bratem artysty był Władysław Dzikiewicz, ostatni jezuicki przełożony klasycznego Gimnazjum św. Józefa Ojców Jezuitów (obecnie Zakład Naukowo-Wychowawczy Ojców Jezuitów) w Chyrowie.